# Saint-Marcel-en-Murat
För andra betydelser, se Saint-Marcel.
Saint-Marcel-en-Murat är en kommun i departementet Allier i regionen Auvergne-Rhône-Alpes i de centrala delarna av Frankrike. Kommunen ligger  i kantonen Montmarault som ligger i arrondissementet Montluçon. År 2022 hade Saint-Marcel-en-Murat 129 invånare.

## Befolkningsutveckling
Antalet invånare i kommunen Saint-Marcel-en-Murat
Referens: INSEE